# Maguindanao (langue)
Le maguindanao est une langue parlée dans le sud-ouest de Mindanao aux Philippines par 1,1 million de locuteurs et qui fait partie des langues danao.
Elle est parlée dans la province qui lui donne son nom : Maguindanao.